# Нишка црквена певачка дружина Бранко

Нишка црквена певачка дружина Бранко основана је 1. септембра 1887. године при Саборном храму Свете Тројице у Нишу. НЦПД Бранко је један од најстаријих хорова Српске Православне Цркве и једна од најстаријих институција у Републици Србији.

НЦПД Бранко се посебно истиче у интерпретацији српске православне духовне музике, највише Стевана Стојановића Мокрањца. Посебно се истиче у интерпретацији једног од највећих дела српске православне духовне музике након Мокрањца, композиције Покајничка молитва Владимира Милосављевића.
У састав ансамбла улазе:
- Мешовити хор - под диригентском палицом Саре Цинцаревић
- Дечје-омладински хор - под диригентском палицом Јоване Микић
- Дечја драмска секција - под уметничким руководством Сузане Миловановић
- Дечји фолклорни ансамбл - под уметничким руководством Маријане Цветковић-Кесар
- Камерни оркестар - под диригентском палицом Миле Пужић

## Историјат
Црквена певачка дружина Бранко основана је 1. септембра 1887. године при Саборном храму Свете Тројице у Нишу. Хор добија име по Бранку Радичевићу, чувеном песнику српског романтизма. Пуне 135 године овај хор саслужује нишком Епископу и свештенству у нишком катедралном храму без престанка .
Из дуге историје хора издвајају се наступи хора између два светска рата по читавом Балкану, којима проноси славу српске хорске музике. У истом периоду хор је постао носилац ордена Светога Саве трећег степена, дуката краља Александра Карађорђевића и дружинске заставе краља Петра II Карађорђевића, док су неки од почасних чланова дружине били и Стеван Стојановић Мокрањац, Станислав Бинички, Јосиф Маринковић, Алекса Шантић и Бранислав Нушић. После Другог светског рата хор је поделио катакомбну судбину Српске православне цркве и дуже од 40 година био ван токова друштвеног живота, непрекидно истрајавајући у својој оснновној намени у виду појања на богослужењима.
Деведесетих година прошлог века ансамбл је потпуно обновљен. Током последњих 30 година хор је наступао у Белорусији, Украјини, Русији, Бугарској, Словенији, Републици Српској, Хрватској, Црној Гори, Великој Британији, Луксембургу, Белгији, Пољској, Француској, Немачкој, Грчкој, Италији, Аустрији, Турској, Чешкој, САД, Канади, Мексику и Израелу. Добитник је многих награда и учесник многобројних фестивала, од којих су неки и Међународни фестивал православног појања у Минску (Grand Prix), Дани црквене музике у Хајновки (Grand Prix), Мокрањчеви дани у Неготину (I место на Натпевавању на 40. Мокрањчевим данима), Интернационалним хорским свечаностима у Ротенбургу, Међународни хорски фестивал у Марктобердорфу, Хорски конгрес на државном конзерваторијуму П. И. Чајковски у Москви, Државни глас у Светојелисавестком манастиру у Минску, Међународни хорски мундијал у Пуебли, Хорови међу фрескама у Београду, БЕМУС, НИМУС и Интернационалне хорске свечаности у Нишу. Хор је у два наврата био гост Певачке капеле Глинка из Петрограда и њиховог прослављеног диригента Владислава Чернушенка. Последњи пут, априла 2012. године, хор је одржао целовечерњи концерт у капели Глинка.
Хор Бранко имао је благослов да пева на устоличњеу два српска патријарха у Пећи – патријарха Павла и патријарха Иринеја. У склопу обележавања јубилеја 1700 година од доношења Миланског едикта, хор је певао на централној прослави и Св. Литургији коју су служили четворица патријарха и представници свих помесних Православних Цркава, у Нишу 6. октобра 2013. године. Децембра 2015. године хор је приредио целовечерњи концерт у Константинопољу, у оранизацији Васељенске патријаршије, за васељенског патријарха Вартоломеја и његове званице, поводом славе Васељенске патријаршије. На свечаном концерту поводом 130 година постојања хора, новембра 2017. године у Саборној цркви у Нишу, патријарх српски Иринеј уручио је хору Орден Светог Саве првог степена, највише одликовање Српске православне цркве.
Диригент мешовитог хора Нишке црквено-певачке дружине "Бранко" је госпођа Сара Цинцаревић.

## Дечији хор
Црквени дечје-омладински хор основан је 1995. год. као подмладак истоимене дружине „Бранко“, при Саборном Храму у Нишу. Хор је наступао на многим фестивалима од којих су неки: „Хорови међу фрескама“ у Београду, „Међународне хорске свечаности“ у Нишу и фестивал „Музички Едикт“ у Нишу. Такође, хор је остварио много наступа у иностранству: гостовао је у Грчкој више пута (Патра, Атина); у Бугарској гостује у дворском комплексу Балчик на позив Министарства културе Р. Бугарске као представник младих уметника Србије (2008.); у Пољској учествује на фестивалу „Дани црквене музике“ у Хајновки (I место, 2009.); у организацији друштва српско-аустријског пријатељства „Мост“ хор гостује у Грацу, Аустрија, где публици представља српску духовну и световну музику (2010.); у Италији се представља концертима у Риминију и Барлети на позив друштва Dante Alighieri (2011.); у Поморју, Бугарска, хор наступа на фестивалу духовне музике „Достојно јест“ (2012.); на фестивалу “Коложски Благовест“ у белоруском граду Гродно осваја I место (2013.); у Бјалистоку, Пољска на Видовданском фестивалу (2014.); у Москви хор учествује на божићном гала концерту у храму Христа Спаса као једини представник српских хорова (2015.) . На Васкрс 2016. год. овај хор је учествовао на Међународном Пасхалном фестивалу у организацији Храма Христа Спаса у Москви и том приликом добија повељу лауреата фестивала са потписом патријарха московског Кирила.
Током 2017. и 2018. и 2019. год. хор се представио публици у Берлину (СР Немачка), Бечу (Аустрија), Јашију (Румунија) и Лозани (Швајцарска). У Новембру 2019. год. хор је на позив арапске православне заједнице одржао концерт у храму Св. Илије у Јерусалиму коме је присуствовала јерусалимски патријарх Теофил III. На репертоару овог ансамбла налазе се превасходно духовне композиције свих народа света. Програм обухвата широк спектар сакралног музичког стваралаштва од средњег века до данашњих дана; од унисоног звука до полифоније. Ансамбл духовну музику изводи A Cappella као што налаже традиција у православним богомољама. Такође, интересовање овог ансамбла се креће ка етно звуку поднебља са ког је поникао, те он са подједнаком љубављу изводи композиције које презентују фолклорно наслеђе Балкана.
Диригент Дечје-омладинског хора Нишке црквено-певачке дружине "Бранко" је госпођа Јована Микић.

## Музички едикт
Од 2009. године, по благослову патријарха српског Иринеја, Црквена певачка дружина Бранко организује Међународни фестивал духовне музике Музички Едикт у Нишу. Фестивал се одржава бијенално, као стална градска манифестација. Гостовало је преко 100 ансамбала из 30 држава света. 
Фестивал се организује са благословом eпископа нишког Арсенија, а под високим покровитељством патријарха српског Порфирија. Остали покровитељи фестивала су Министарство културе и информисања Републике Србије, Управа за сарадњу са црквама и верским заједницама Министарства Правде Републике Србије, Град Ниш, Команда Копнене Војске Србије и Музичка продукција Радио Телевизије Србије.